# Petrolisthes unilobatus
Petrolisthes unilobatus is een tienpotigensoort uit de familie van de Porcellanidae. De wetenschappelijke naam van de soort is voor het eerst geldig gepubliceerd in 1888 door Henderson.